# Голая вечеринка Насти Ивлеевой
Вечеринка Насти Ивлеевой с дресс-кодом «almost naked» прошла в ночь с 20 на 21 декабря 2023 года в московском клубе «Мутабор» и вызвала широкий общественный резонанс после публикации фотографий с мероприятия на ряде ресурсов Рунета.
Вечеринка с откровенным дресс-кодом вызвала широкий резонанс в российском обществе. Многие из «турбопатриотических» блогеров возмутились проведением мероприятия на фоне того, что российские военные погибают в ходе вторжения в Украину. Присутствовавшие на вечеринке столкнулись с публичным порицанием, их ассоциировали с предателями. Депутаты, патриотические организации и «военкоры» потребовали проверить вечеринку на пропаганду ЛГБТ, наркотиков и экстремизма, а также призвали к бойкоту персон, присутствовавших на мероприятии.
Российские власти посчитали «голую вечеринку» вызовом продвигаемым ими традиционным ценностям российского общества. Несмотря на публичные извинения, посетивших вечеринку российских «звёзд» стали «отменять» — убирать из новогодних эфиров, штрафовать и присуждать аресты. Лефортовский суд Москвы признал вечеринку «пропагандой нетрадиционных сексуальных отношений». Об этом говорится в решении по делу рэпера Vacio, арестованного на 15 суток за участие в мероприятии. Участники вечеринки выступили с публичными извинениями. Анастасия Ивлеева, как организатор вечеринки, была оштрафована на 100 тысяч рублей.

## Контекст
Согласно публикациям изданий The Independent, The Guardian и The Washington Post, публичная вечеринка звёзд прошла во время предпринимаемых российским руководством в последние годы усилий по укреплению консервативной социальной политики в стране. Президент России Владимир Путин активно поддерживает социальный консерватизм, призывая семьи к большему числу детей и вводя жёсткие санкции в отношении ЛГБТ-сообщества. Скандал стал одним из показателей изменений в российском обществе, которые отражают укрепление консервативного направления, осуждение либеральных ценностей и нарастающий национализм в контексте войны с Украиной. 30 ноября 2023 года Верховный суд России признал движение ЛГБТ экстремистским, что дополняет общий контекст усиления консервативной политики в стране.

## Событие
На вечеринке присутствовало более 200 человек. В социальных сетях разошлись фото и видео с вечеринки. Критику вызвали как концепция мероприятия, так и костюмы гостей.
Среди гостей вечеринки числились Ксения Собчак, Филипп Киркоров, Дима Билан, Джиган, Алёна Водонаева, Лолита Милявская, Анна Asti и Саша Спилберг. На вечеринку получили приглашение, но не пришли Тимати, Feduk и Big Baby Tape, Николай Картозия, Тина Канделаки, Светлана Бондарчук, Зиверт и Moneyken, Нюша, Яна Рудковская, Настасья Самбурская, Кристина Си, Филипп Янковский и Фёдор Смолов. Всего на вечеринку было приглашено около 450 человек.
Про вечеринку Владимиру Путину, по словам Ксении Собчак, донёс Никита Михалков.

## Критика
Надо обращать внимание на ребят, которые возвращаются из зоны специальной военной операции. Когда люди решаются на это, когда проходят это горнило, возвращаются, очень многие приоритеты жизненные выстраиваются по-другому. Здесь уже не будешь прыгать без штанов на каких-нибудь мероприятиях, здесь совсем по-другому на жизнь смотрят люди, приоритеты, ценности другие.
По сообщениям СМИ, многие из «турбопатриотических» блогеров возмутились проведением мероприятия на фоне того, что российские военные погибают в Украине. Присутствовавших на вечеринке ассоциировали с предателями. Депутаты, патриотические организации и «военкоры» потребовали проверить вечеринку на пропаганду ЛГБТ, наркотиков и экстремизма, а также призвали к бойкоту персон, присутствовавших на мероприятии. 21 декабря 2023 года некоторые российские провоенные Telegram-каналы, участвующие во вторжении в Украину российские военные, общественные движения «Сорок сороков» и «Зов народа» обратились в прокуратуру с требованием проверить московский клуб «Мутабор» на пропаганду ЛГБТ из-за вечеринки Ивлеевой. Также с требованием проверить клуб выступила глава «Лиги безопасного интернета» Екатерина Мизулина.
Вечеринку осудили депутат Госдумы Мария Бутина, пропагандист Владимир Соловьёв, глава «Лиги безопасного интернета» Екатерина Мизулина, депутат Государственной думы от «Справедливой России» Дмитрий Гусев, заместитель председателя Синодального отдела по взаимоотношениям церкви с обществом и СМИ Вахтанг Кипшидзе.

## Последствия для участников
22 декабря 2023 года полиция в рамках проводимой проверки изъяла записи с камер наблюдения в клубе «Мутабор». В тот же день рэпер Vacio (Николай Васильев), пришедший на вечеринку «в одном носке», прикрывающем половой член, был арестован на пятнадцать суток и оштрафован на 200 тысяч рублей.
Участники вечеринки, попавшие в центр внимания (рэпер Vacio, Настя Ивлеева, Киркоров, Лолита, Ксения Собчак) стали выступать с публичными извинениями, выкладывая «покаянные» видео в своих блогах и на других интернет-ресурсах. Такая практика стала распространяться в России с 2015 года из-за лидера Чечни Рамзана Кадырова, критики которого нередко были вынуждены извиняться перед ним на камеру, а с начала вторжения в Украину в 2022 году стала встречаться всё чаще. Тем не менее Мизулина заявила, что недовольна этими извинениями.
Концерты некоторых артистов и их участие в «голубых огоньках» отменены, а в случае с Киркоровым и Лолитой — тщательно вырезались поминутно.
По данным «Медузы», наряду с артистами, не поддержавшими войну, в составленный российскими властями список из 50 запрещённых музыкантов попали Киркоров, Милявская, Глюкоза, Билан и Анна Асти.
В ходе послания Владимира Путина Федеральному собранию Ивлеева и Собчак выступили в поддержку озвученной там программы. Ивлеева заявила о планах проголосовать за «инициативы и проекты, которые были озвучены».
В ходе президентских выборов в марте 2024 года участники публично отчитались о своем голосовании.

### Ситуация с Ивлеевой
Столкнувшись с массовой критикой, 24 декабря Анастасия Ивлеева принесла публичные извинения за неуместное эпатирующее мероприятие и обещала передать все вырученные средства на благотворительность.
С Ивлеевой разорвали контракты телекоммуникационная компания МТС и банк «Тинькофф»; также против неё был подан коллективный иск на 1 миллиард рублей. В прессе появилась информация, что внеплановая налоговая проверка нашла недоплату на 137 миллионов рублей. Ивлеевой могло грозить уголовное преследование за уклонение от уплаты налогов в особо крупном размере.
2 мая 2024 года Ивлеева сообщила, что посещала оккупированные Россией территории Украины, в том числе разрушенный Мариуполь, который «активно восстанавливается», и «слушала войну» на линии соприкосновения. Также Ивлеева сказала, что изменила своё отношение к российскому нападению на Украину, Алексею Навальному и Владимиру Путину. Так, она заявила, что, когда выкладывала антивоенный пост, у неё «не было ни разбора, ни понимания, ни знания каких-либо исторических данных», Алексея Навального никогда не поддерживала и «подверглась модному течению», а к Владимиру Путину она всегда относилась «с симпатией». Также Ивлеева заявила, что оказывает поддержку российским военным, показав видео, где российский военный благодарит её за помощь в покупке автобуса и БПЛА.

### Ситуация с Vacio
Рэпер Vacio (наст. имя Николай Васильев) был арестован на 15 суток и оштрафован на 200 тысяч рублей. Ранее он выпустил видеоролик с извинениями, в котором сказал, что никак не поддерживает ЛГБТ, не хотел сделать никакой пропаганды и осуждает сторонников движения. Был поднят вопрос об отправке Васильева на службу в армию в оркестровые войска. 14 мая 2024 года представитель певца сообщил, что Васильев уехал из России в США, добавив, что рэпер не явился по повестке в военкомат днём ранее. Об отъезде Васильева также сообщила его подруга, уточнив, что тот ей «жаловался на притеснения и недопонимание».

### Ситуация с Киркоровым
Петиция с требованием лишить Киркорова звания народного артиста России набрала в интернете десятки тысяч подписей. 29 декабря 2023 года Министерство культуры РФ заявило, что не будет лишать певца звания. В своё оправдание Киркоров заявил, что он «заглянул на пять минут на мероприятие» и просто «зашёл не в ту дверь» (эта фраза быстро стала интернет-мемом). Незадолго до нового года появилась информация, что сцены с Киркоровым будут «поминутно» вырезаны из новогодней телепередачи «Голубой огонёк» на канале «Россия 1», из фильма канала ТНТ на основе кинокомедии Леонида Гайдая «Иван Васильевич меняет профессию», а также что в новогоднем шоу «Маска» на НТВ его участие будет сведено к минимуму из-за невозможности вырезать полностью. 8 января в своём телеграм-канале «Примадонн» Киркоров заявил, что передаст гонорар за участие в телепроекте «Маска» жителям Белгорода, пострадавшим в результате бомбардировок.
Так как всем участникам вечеринки грозили внеплановые налоговые проверки, в конце года певец постарался погасить все свои задолженности по налогам в размере 12,3 млн рублей. В начале января 2024 года Российское авторское общество подало на певца в суд, требуя взыскать с него 2 млн рублей «за использование принадлежащих организации художественных произведений».
Премьера пятого сезона шоу «Маска», в котором Филипп Киркоров является председателем жюри, должна была изначально состояться 11 февраля 2024 года, но по неизвестным причинам была перенесена на неделю позже, 18 февраля. По сообщениям СМИ и предположениям многих зрителей, перенос премьеры пятого сезона шоу был связан с участием Киркорова в «голой вечеринке». Но уже 9 февраля стало известно, что Киркоров останется председателем жюри в шоу «Маска». Музыкальный критик и телеведущий Сергей Соседов опроверг слухи о переносе премьеры пятого сезона шоу «Маска» из-за участия Киркорова в «голой вечеринке», назвав их «глупостью». По его мнению, артиста можно всегда заменить, уточнив, что точная причина переноса премьеры пятого сезона шоу «Маска» не называется.
13 февраля 2024 года Киркоров посетил самопровозглашённую ДНР, где выступил перед ранеными российскими военными; ранее российские власти требовали от выступивших против войны в Украине артистов «покаяться» и съездить в Донбасс, чтобы им разрешили дальше выступать в России.

### Ситуация с клубом
Вторая вечеринка по билетам, которая должна была состояться на следующий день, была тут же отменена. Была заявлена цена на билеты в 1000 рублей, однако стоимость билета в VIP-зону (1 миллион рублей) также вызвала возмущение.
29 декабря стало известно, что в отношении ООО «Арт центр», управляющего клубом, по иску Роспотребнадзора заведено дело об административном правонарушении по статье 6.6. КоАП РФ (нарушение санитарно-эпидемиологических требований к организации питания населения в специально оборудованных местах), суд назначен на 9 января — к этому времени клуб уже неделю как был закрыт и опечатан, запланированные мероприятия перенесены.
Владелец «Мутабора» Михаил Данилов, которому принадлежит как минимум десять московских клубов, на Рождество преподнёс частицы мощей святого Николая Чудотворца храму иконы Божией Матери «Знамение» в Романовом переулке. По его словам, он давно дружен с настоятелем, частицы же мощей купил в Ватикане в ноябре и ждал праздника, чтобы подарить их церкви. «Мы против мракобесия, мы поддерживаем церковь», — заявил он на видеозаписи, сделанной в храме во время передачи дара. Вскоре после этого в прессе появилась информация, что как минимум сертификат о подлинности этих мощей является ненастоящим.
7 января стало известно, что на «Мутабор» подало в суд Российское авторское общество, считающее, что на вечеринке использовалась музыка с нарушением авторских прав. Организация намеревается отсудить у клуба 537 тысяч рублей.
10 января суд приостановил работу клуба «Мутабор» на 90 суток в связи с «нарушением санитарных норм» (максимальный срок по статье 6.6. КоАП РФ — нарушение санитарно-эпидемиологических требований к организации питания), исчисляя срок закрытия с 27 декабря. Утверждается, что поводом к закрытию стало присутствие в клубе больного инфекционным заболеванием (его личность была установлена по кассовому чеку за пиво, купленное по банковской карте). Протокол рассматривался в закрытом режиме по требованию клуба, так как дело содержало личные данные и диагноз больного.

## Оценки
Заимствованная «культура отмены» используется в России инструментально и исходит не от общества, а от государства, что позволяет обогатить репрессивный арсенал, сохраняя «приличный вид».
По сообщению The Moscow Times, преследование «звёзд» организовано по команде из Кремля. Преследование связано с желанием перенаправить общественный негатив на знаменитостей в целях смещения внимания общественности от других значимых событий и проблем, таких как отказ журналистке Екатерине Дунцовой в участии в выборах президента РФ. Политологи предполагают, что Кремль использовал скандал вокруг вечеринки, чтобы отвлечь общественное внимание от важных внутренних и внешних событий, таких как вторжение России в Украину, уничтожение корабля в Феодосии, рост цен на продукты и экономические проблемы.
Владелец Русской медиагруппы Владимир Киселев на платной основе опубликовал в «Независимой газете» заявление, в котором рассуждает о незаслуженно наказанных и сумевших избежать наказания за участие и организацию мероприятия (вице-президент МТС Игорь Мишин, директор музыкальных и событийных проектов VK Константин Сидорков и глава маркетинга «Яндекс-Ультимы» Дмитрий Викулин).
Кинорежиссёр Карен Шахназаров оценивает вечеринку, учитывая глобальные изменения в России, затронувшие политику, экономику, культуру: «Подобные мероприятия проходили на протяжении десятилетий чуть ли не каждую пятницу, и никто на это не обращал внимания. Но посмотрите, какое резкое неприятие вдруг возникло теперь. То есть меняется и мораль». По его мнению, после вторжения России в Украину в стране необходимо соблюдать порядок и нельзя допускать внутренний раздрай.